# Cykliczne zmiany biocenozy
Cykliczne zmiany biocenozy – zazwyczaj rozpatruje się biocenozę jako układ stabilny i znajdują się w stanie równowagi ze środowiskiem, jako układem statycznym, który przestał się zmieniać (zmiany dotyczą jedynie zmian biocenoz w toku kierunkowej sukcesji ekologicznej). Jest to pogląd bardzo uproszczony. Istnieje cała kategoria zmian w biocenozach, które nie są sukcesją i mają charakter cykliczny, a powodowane są interakcjami międzygatunkowymi, występującymi w obrębie biocenozy (np. konkurencja, drapieżnictwo, pasożytnictwo). Te cykliczne zdarzenia występują zwykle na małą skalę i powtarzają się wielokrotnie w całej biocenozie. Stanowią one bardziej element wewnętrznej dynamiki biocenozy (procesy demograficzne, cykle życiowe gatunków zwornikowych) niż sukcesji (zmiany klimatyczne). Nawet biocenozy klimaksowe mają charakter dynamiczny i mogą zmieniać się cyklicznie.
W przypadku niektórych cyklicznych zmian biocenozy, wynikających z cech cyklu życiowego dominujących roślin, można wyróżnić cztery fazy:
- pionierską,
- budowania,
- dojrzałości,
- degeneracyjną.

Stabilna biocenoza może być mozaiką roślinności w tych czterech fazach cyklicznych zmian lokalnych.
Biocenoza stale podlega fluktuacjom: jedne gatunki stają się lokalnie liczniejsze w okresie, w którym inne wkroczą w fazę degeneracyjną. W naturalnych biocenozach te dynamiczne zależności mogą być trudne do zaobserwowania bez dokładnych pomiarów.

## Przykład 1. wrzosowisko z Calluna w Szkocji
Watts (1947) badał zmiany roślinności w różnych biocenozach. Jedną z nich było wrzosowisko w Szkocji. Dominującą krzewinką jest tam wrzos (Calluna), którego żywotność zmniejsza się z wiekiem, aż wreszcie wkraczają porosty z rodzaju Cladonia. Zwarty płat porostów z czasem obumiera, pozostawiając nagie podłoże, które jest zasiedlane przez mącznicę (Arctostaphyllos), a wreszcie wypiera ją wkraczający ponownie wrzos.
Dominującą rośliną jest wrzos, a Arctostaphyllos i Cladonia mogą wkroczyć na ten teren, kiedy okresowo nie ma na nim wrzosu.
Cykl zmian może być podzielony na cztery fazy:
- 1. Pionierską: wkroczenie i wczesny etap wzrostu Calluna – otwarte płaty roślinności z wieloma gatunkami roślin (lata: 6 do 10).
- 2. Budowania: maksymalne pokrycie przez Calluna, intensywne kwitnienie – niewiele innych gatunków (lata: 7 do 15).
- 3. Dojrzałą: rozpoczyna się powstawanie przerw w łanie Calluna i wkracza więcej gatunków (lata: 14 do 25).
- 4. Degeneracyjną: środkowe gałązki Calluna obumierają, zaczynają dominować porosty i mszaki (lata: 20 do 30).

Barclay-Estrup i Gimingham (1969) opisali szczegółowo tę sekwencję na podstawie map stałych kwadratowych powierzchni w Szkocji. Sekwencję tę określa cykl życiowy dominującej rośliny, w tym przypadku jest to wrzos (Calluna).

## Przykład 2. Formacje trawiaste w Anglii:cykl kępkowo-dolinkowy
Watt badał także cykliczne zmiany związane z mikrotopografią w formacjach trawiastych w Anglii: cykl kępkowo-dolinkowy. Roślinność na terenach badanych przez Watta była bardzo niejednorodna (mozaikowa). Wyróżnił on cztery stadia rozwoju. Centralnym elementem całego układu jest trawa Festuca ovina (kostrzewa owcza). Siewki jej osiedlają się na nagiej glebie w stadium dolinki. Kostrzewa tworzy "kępkę", zatrzymując niesione przez wiatr cząstki gleby i stopniowo się rozrastając. Żywotność tej trawy zmniejsza się z wiekiem; zaczyna ulegać degeneracji w stadium dojrzałym i we wczesnej fazie degeneracyjnej następuje inwazja porostów. Porosty wykorzystują materię organiczną i same z kolei giną, a kępka ulega całkowitej erozji i cały proces rozpoczyna się od nowa.
W każdym momencie w zbiorowisku z kostrzewą można znaleźć wszystkie cztery fazy. Siewki mogą się osiedlić zwykle tylko w fazie dolinkowej i budowania. Kostrzewa jest wtedy, jak się wydaje, rośliną dominującą. Porosty dominują w fazie degeneracyjnej, kiedy mogą skorzystać ze zgromadzonych resztek organicznych. Wydaje się, że mszaki przegrywają konkurencję z kostrzewa i mogą się osiedlić tylko w fazie degeneracyjnej lub dolinkowej.
Orlica pospolita (Pteridium aąuilinum) jest kosmopolitycznym gatunkiem, który żyje na glebach bardzo różnych typów i w różnych klimatach. Tworzy w glebie kłącza i gdy raz się osiedli, rozprzestrzenia się wegetatywnie. Orlica jest odporna na ogień dzięki swoim kłączom. Watt (1947) badał orlicę w procesie zasiedlania terenów trawiastych i stwierdził istnienie żywotnego "frontu" kolonizujących teren orlic i zmniejszoną żywotność starszych liści. Oczywistym wyjaśnieniem tego efektu brzegowego byłoby ubywanie substancji pokarmowych w glebie na skutek ich wykorzystywania przez orlicę, co prowadziłoby do ich niedoboru na starszych stanowiskach. Watt (1940) nie mógł stwierdzić jednak żadnych zmian gleby, którym można by przypisać zmniejszoną żywotność, a zastosowanie nawozów na poletkach doświadczalnych nie przyniosło żadnego skutku. Istotną zmienną wydaje się wiek kłączy. Młodsze kłącza wytwarzają bardziej żywotne liście. Przyczyna tego nie jest znana.
Watt podzielił wszystkie te cykle zmian na szeregi wstępujące oraz zstępujące i zwrócił uwagę na fakt, że całkowita produktywność szeregu wzrasta do fazy dojrzałości, a następnie maleje. Co zapoczątkowuje fazę zstępującą? Być może jest to efektem zależności między ogólną żywotnością rośliny wieloletniej a jej wiekiem. Można sądzić, że u większości roślin wieloletnich istnieje taki związek między wiekiem a żywotnością, a więc i między wiekiem a możliwościami konkurencyjnymi (Kershaw 1973). Tę koncepcję potwierdzają także badania nad związkiem między wiekiem a wielkością liścia.